# Trachylepis aurata
Trachylepis aurata este o specie de șopârle din genul Trachylepis, familia Scincidae, descrisă de Linnaeus 1758. A fost clasificată de IUCN ca specie cu risc scăzut. Conform Catalogue of Life specia Trachylepis aurata nu are subspecii cunoscute.

## Galerie

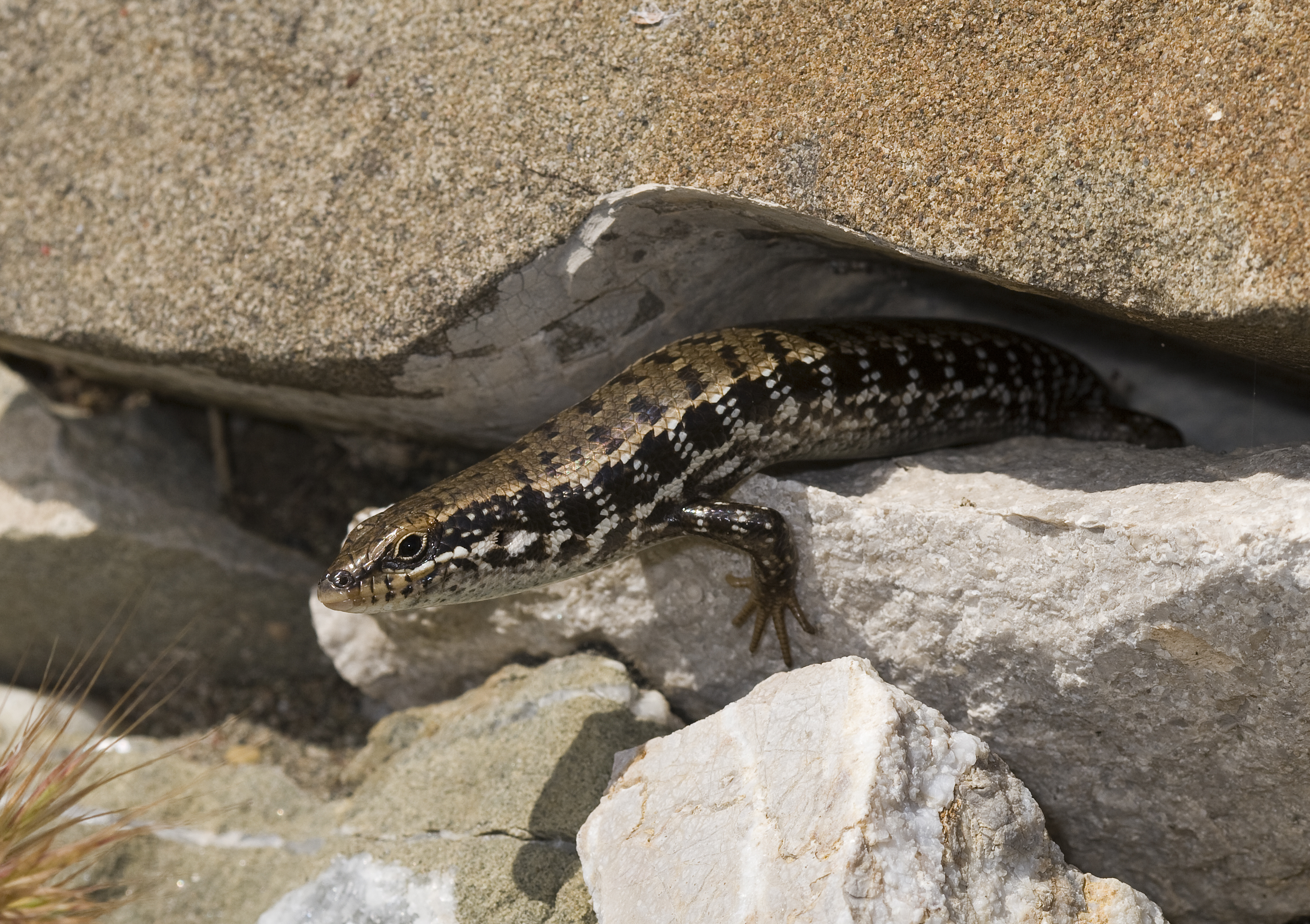
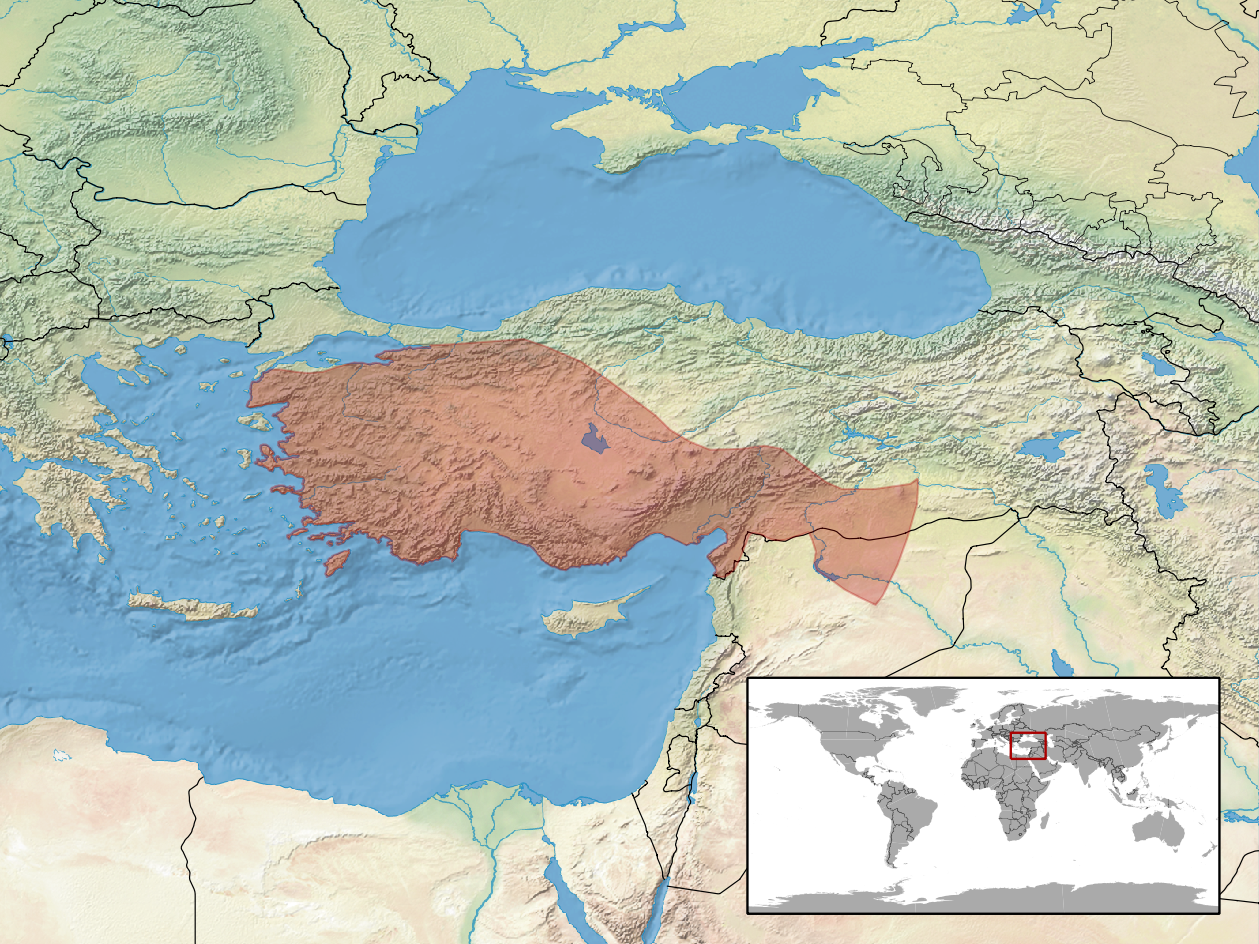